# 44e législature du Canada
La 44e législature du Canada est la législature du Parlement du Canada qui s’est ouverte le 22 novembre 2021, à la suite des élections fédérales du 20 septembre 2021, qui ont reporté au pouvoir les libéraux de Justin Trudeau pour un troisième mandat, le deuxième sous un gouvernement minoritaire.
Le 22 mars 2022, une entente de gouvernement est scellée entre les libéraux et les néodémocrates, qui s'engagent à soutenir le gouvernement jusqu'en 2025 en échange de la reprise de mesures importantes de leur programme. Avec ce soutien sans participation, les libéraux obtiennent donc une majorité de fait.

## Représentation des partis
| Affiliation       | Affiliation                       | Députés                  | Députés      | Sénateurs                     | Sénateurs    |
| Affiliation       | Affiliation                       | Après l'élection de 2021 | 20 mars 2025 | Le jour de l'élection de 2021 | 10 mars 2025 |
| ----------------- | --------------------------------- | ------------------------ | ------------ | ----------------------------- | ------------ |
|                   | Parti libéral                     | 159                      | 152          | 0                             | 0            |
|                   | Parti conservateur                | 119                      | 120          | 18                            | 12           |
|                   | Bloc québécois                    | 32                       | 33           | 0                             | 0            |
|                   | NPD                               | 25                       | 24           | 0                             | 0            |
|                   | Parti vert                        | 2                        | 2            | 0                             | 0            |
|                   | Indépendants / Non affiliés       | 1                        | 3            | 9                             | 19           |
|                   | Groupe des sénateurs indépendants | 0                        | 0            | 40                            | 41           |
|                   | Groupe progressiste du Sénat      | 0                        | 0            | 14                            | 15           |
|                   | Groupe des sénateurs canadiens    | 0                        | 0            | 13                            | 18           |
| Total des membres | Total des membres                 | 338                      | 334          | 94                            | 105          |
|                   | Vacants                           | 0                        | 4            | 11                            | 0            |
| Total des sièges  | Total des sièges                  | 338                      | 338          | 105                           | 105          |

## Gouvernement
Dirigé par Justin Trudeau depuis 2015, il s'agit d'un gouvernement libéral minoritaire, depuis les élections de 2019.

## Liste des députés
Les chefs de parti sont en italique. Les ministres sont en gras. Le premier ministre est les deux.

### Alberta
|  | Nom                       | Parti        | Circonscription                 |
|  | ------------------------- | ------------ | ------------------------------- |
|  | Blake Richards            | Conservateur | Banff—Airdrie                   |
|  | Damien Kurek              | Conservateur | Battle River—Crowfoot           |
|  | Martin Shields            | Conservateur | Bow River                       |
|  | Len Webber                | Conservateur | Calgary Confederation           |
|  | Jasraj Hallan             | Conservateur | Calgary Forest Lawn             |
|  | Bob Benzen (2021-2022)    | Conservateur | Calgary Heritage                |
|  | Shuvaloy Majumdar (2023-) | Conservateur | Calgary Heritage                |
|  | Stephanie Kusie           | Conservateur | Calgary Midnapore               |
|  | Michelle Rempel Garner    | Conservateur | Calgary Nose Hill               |
|  | Pat Kelly                 | Conservateur | Calgary Rocky Ridge             |
|  | Tom Kmiec                 | Conservateur | Calgary Shepard                 |
|  | Ron Liepert               | Conservateur | Calgary Signal Hill             |
|  | George Chahal             | Libéral      | Calgary Skyview                 |
|  | Greg McLean               | Conservateur | Calgary-Centre                  |
|  | Blake Desjarlais          | NPD          | Edmonton Griesbach              |
|  | Ziad Aboultaif            | Conservateur | Edmonton Manning                |
|  | Tim Uppal                 | Conservateur | Edmonton Mill Woods             |
|  | Matt Jeneroux             | Conservateur | Edmonton Riverbend              |
|  | Heather McPherson         | NPD          | Edmonton Strathcona             |
|  | Randy Boissonnault        | Libéral      | Edmonton-Centre                 |
|  | Kelly McCauley            | Conservateur | Edmonton-Ouest                  |
|  | Mike Lake                 | Conservateur | Edmonton—Wetaskiwin             |
|  | John Barlow               | Conservateur | Foothills                       |
|  | Laila Goodridge           | Conservateur | Fort McMurray—Cold Lake         |
|  | Chris Warkentin           | Conservateur | Grande Prairie—Mackenzie        |
|  | Shannon Stubbs            | Conservateur | Lakeland                        |
|  | Rachael Thomas            | Conservateur | Lethbridge                      |
|  | Glen Motz                 | Conservateur | Medicine Hat—Cardston—Warner    |
|  | Arnold Viersen            | Conservateur | Peace River—Westlock            |
|  | Blaine Calkins            | Conservateur | Red Deer—Lacombe                |
|  | Earl Dreeshen             | Conservateur | Red Deer—Mountain View          |
|  | Garnett Genuis            | Conservateur | Sherwood Park—Fort Saskatchewan |
|  | Michael Cooper            | Conservateur | St. Albert—Edmonton             |
|  | Dane Lloyd                | Conservateur | Sturgeon River—Parkland         |
|  | Gerald Soroka             | Conservateur | Yellowhead                      |

### Colombie-Britannique
|  | Nom                          | Parti        | Circonscription                                  |
|  | ---------------------------- | ------------ | ------------------------------------------------ |
|  | Ed Fast                      | Conservateur | Abbotsford                                       |
|  | Terry Beech                  | Libéral      | Burnaby-Nord—Seymour                             |
|  | Jagmeet Singh                | NPD          | Burnaby-Sud                                      |
|  | Todd Doherty                 | Conservateur | Cariboo—Prince George                            |
|  | Dan Albas                    | Conservateur | Central Okanagan—Similkameen—Nicola              |
|  | Mark Strahl                  | Conservateur | Chilliwack—Hope                                  |
|  | John Aldag (2021-2024)       | Libéral      | Cloverdale—Langley City                          |
|  | Tamara Jansen (2024-)        | Conservateur | Cloverdale—Langley City                          |
|  | Ron McKinnon                 | Libéral      | Coquitlam—Port Coquitlam                         |
|  | Gord Johns                   | NPD          | Courtenay—Alberni                                |
|  | Alistair MacGregor           | NPD          | Cowichan—Malahat—Langford                        |
|  | Carla Qualtrough             | Libéral      | Delta                                            |
|  | Randall Garrison (2022-2025) | NPD          | Esquimalt—Saanich—Sooke                          |
|  | vacant (2025-)               |              | Esquimalt—Saanich—Sooke                          |
|  | Ken Hardie                   | Libéral      | Fleetwood—Port Kells                             |
|  | Frank Caputo                 | Conservateur | Kamloops—Thompson—Cariboo                        |
|  | Tracy Gray                   | Conservateur | Kelowna—Lake Country                             |
|  | Rob Morrison                 | Conservateur | Kootenay—Columbia                                |
|  | Tako Van Popta               | Conservateur | Langley—Aldergrove                               |
|  | Brad Vis                     | Conservateur | Mission—Matsqui—Fraser Canyon                    |
|  | Lisa Marie Barron            | NPD          | Nanaimo—Ladysmith                                |
|  | Peter Julian                 | NPD          | New Westminster—Burnaby                          |
|  | Rachel Blaney                | NPD          | North Island—Powell River                        |
|  | Jonathan Wilkinson           | Libéral      | North Vancouver                                  |
|  | Mel Arnold                   | Conservateur | Okanagan-Nord—Shuswap                            |
|  | Richard Cannings             | NPD          | Okanagan-Sud—Kootenay-Ouest                      |
|  | Marc Dalton                  | Conservateur | Pitt Meadows—Maple Ridge                         |
|  | Bonita Zarrillo              | NPD          | Port Moody—Coquitlam                             |
|  | Bob Zimmer                   | Conservateur | Prince George—Peace River—Northern Rockies       |
|  | Wilson Miao                  | Libéral      | Richmond-Centre                                  |
|  | Elizabeth May                | Vert         | Saanich—Gulf Islands                             |
|  | Taylor Bachrach              | NPD          | Skeena—Bulkley Valley                            |
|  | Parm Bains                   | Libéral      | Steveston—Richmond-Est                           |
|  | Randeep Sarai                | Libéral      | Surrey-Centre                                    |
|  | Sukh Dhaliwal                | Libéral      | Surrey—Newton                                    |
|  | Kerry-Lynne Findlay          | Conservateur | Surrey-Sud—White Rock                            |
|  | Taleeb Noormohamed           | Libéral      | Vancouver Granville                              |
|  | Don Davies                   | NPD          | Vancouver Kingsway                               |
|  | Joyce Murray                 | Libéral      | Vancouver Quadra                                 |
|  | Hedy Fry                     | Libéral      | Vancouver-Centre                                 |
|  | Jenny Kwan                   | NPD          | Vancouver-Est                                    |
|  | Harjit Sajjan                | Libéral      | Vancouver-Sud                                    |
|  | Laurel Collins               | NPD          | Victoria                                         |
|  | Patrick Weiler               | Libéral      | West Vancouver—Sunshine Coast—Sea to Sky Country |

### Île-du-Prince-Édouard
|  | Nom               | Parti   | Circonscription |
|  | ----------------- | ------- | --------------- |
|  | Lawrence MacAulay | Libéral | Cardigan        |
|  | Sean Casey        | Libéral | Charlottetown   |
|  | Bobby Morrissey   | Libéral | Egmont          |
|  | Heath MacDonald   | Libéral | Malpeque        |

### Manitoba
|  | Nom                        | Parti        | Circonscription                             |
|  | -------------------------- | ------------ | ------------------------------------------- |
|  | Larry Maguire              | Conservateur | Brandon—Souris                              |
|  | Marty Morantz              | Conservateur | Charleswood—St. James—Assiniboia—Headingley |
|  | Niki Ashton                | NPD          | Churchill—Keewatinook Aski                  |
|  | Dan Mazier                 | Conservateur | Dauphin—Swan River—Neepawa                  |
|  | Daniel Blaikie (2022-2024) | NPD          | Elmwood—Transcona                           |
|  | Leila Dance (2024-)        | NPD          | Elmwood—Transcona                           |
|  | Raquel Dancho              | Conservateur | Kildonan—St. Paul                           |
|  | Candice Bergen (2021-2023) | Conservateur | Portage—Lisgar                              |
|  | Branden Leslie (2023-)     | Conservateur | Portage—Lisgar                              |
|  | Ted Falk                   | Conservateur | Provencher                                  |
|  | Dan Vandal                 | Libéral      | Saint-Boniface—Saint-Vital                  |
|  | James Bezan                | Conservateur | Selkirk—Interlake—Eastman                   |
|  | Leah Gazan                 | NPD          | Winnipeg-Centre                             |
|  | Jim Carr (2021-2022)       | Libéral      | Winnipeg-Centre-Sud                         |
|  | Ben Carr (2023-)           | Libéral      | Winnipeg-Centre-Sud                         |
|  | Kevin Lamoureux            | Libéral      | Winnipeg-Nord                               |
|  | Terry Duguid               | Libéral      | Winnipeg-Sud                                |

### Nouveau-Brunswick
|  | Nom                     | Parti        | Circonscription             |
|  | ----------------------- | ------------ | --------------------------- |
|  | Serge Cormier           | Libéral      | Acadie—Bathurst             |
|  | Dominic LeBlanc         | Libéral      | Beauséjour                  |
|  | Jenica Atwin            | Libéral      | Fredericton                 |
|  | Rob Moore               | Conservateur | Fundy Royal                 |
|  | René Arseneault         | Libéral      | Madawaska—Restigouche       |
|  | Jake Stewart            | Conservateur | Miramichi—Grand Lake        |
|  | Ginette Petitpas Taylor | Libéral      | Moncton—Riverview—Dieppe    |
|  | John Williamson         | Conservateur | Nouveau-Brunswick-Sud-Ouest |
|  | Wayne Long              | Libéral      | Saint John—Rothesay         |
|  | Richard Bragdon         | Conservateur | Tobique—Mactaquac           |

### Nouvelle-Écosse
|  | Nom                       | Parti        | Circonscription               |
|  | ------------------------- | ------------ | ----------------------------- |
|  | Mike Kelloway             | Libéral      | Cape Breton—Canso             |
|  | Stephen Ellis             | Conservateur | Cumberland—Colchester         |
|  | Darren Fisher             | Libéral      | Dartmouth—Cole Harbour        |
|  | Andy Fillmore (2022-2024) | Libéral      | Halifax                       |
|  | vacant (2024-)            |              | Halifax                       |
|  | Lena Metlege Diab         | Libéral      | Halifax-Ouest                 |
|  | Kody Blois                | Libéral      | Kings—Hants                   |
|  | Sean Fraser               | Libéral      | Nova-Centre                   |
|  | Chris d'Entremont         | Conservateur | Nova-Ouest                    |
|  | Darrell Samson            | Libéral      | Sackville—Preston—Chezzetcook |
|  | Rick Perkins              | Conservateur | South Shore—St. Margarets     |
|  | Jaime Battiste            | Libéral      | Sydney—Victoria               |

### Ontario
|  | Nom                         | Parti               | Circonscription                                  |
|  | --------------------------- | ------------------- | ------------------------------------------------ |
|  | Mark Holland                | Libéral             | Ajax                                             |
|  | Carol Hughes                | NPD                 | Algoma—Manitoulin—Kapuskasing                    |
|  | Leah Taylor Roy             | Libéral             | Aurora—Oak Ridges—Richmond Hill                  |
|  | Ryan Williams               | Conservateur        | Baie de Quinte                                   |
|  | John Brassard               | Conservateur        | Barrie—Innisfil                                  |
|  | Doug Shipley                | Conservateur        | Barrie—Springwater—Oro-Medonte                   |
|  | Nathaniel Erskine-Smith     | Libéral             | Beaches—East York                                |
|  | Shafqat Ali                 | Libéral             | Brampton-Centre                                  |
|  | Maninder Sidhu              | Libéral             | Brampton-Est                                     |
|  | Ruby Sahota                 | Libéral             | Brampton-Nord                                    |
|  | Kamal Khera                 | Libéral             | Brampton-Ouest                                   |
|  | Sonia Sidhu                 | Libéral             | Brampton-Sud                                     |
|  | Larry Brock                 | Conservateur        | Brantford—Brant                                  |
|  | Alex Ruff                   | Conservateur        | Bruce—Grey—Owen Sound                            |
|  | Karina Gould                | Libéral             | Burlington                                       |
|  | Bryan May                   | Libéral             | Cambridge                                        |
|  | Pierre Poilievre            | Conservateur        | Carleton                                         |
|  | Dave Epp                    | Conservateur        | Chatham-Kent—Leamington                          |
|  | Julie Dzerowicz             | Libéral             | Davenport                                        |
|  | Michael Coteau              | Libéral             | Don Valley-Est                                   |
|  | Han Dong                    | Libéral (2021-2023) | Don Valley-Nord                                  |
|  | Han Dong                    | Indépendant (2023-) | Don Valley-Nord                                  |
|  | Rob Oliphant                | Libéral             | Don Valley-Ouest                                 |
|  | Kyle Seeback                | Conservateur        | Dufferin—Caledon                                 |
|  | Erin O'Toole (2021-2023)    | Conservateur        | Durham                                           |
|  | Jamil Jivani (2024-)        | Conservateur        | Durham                                           |
|  | Marco Mendicino (2021-2025) | Libéral             | Eglinton—Lawrence                                |
|  | vacant (2025-)              |                     | Eglinton—Lawrence                                |
|  | Karen Vecchio               | Conservateur        | Elgin—Middlesex—London                           |
|  | Chris Lewis                 | Conservateur        | Essex                                            |
|  | Yvan Baker                  | Libéral             | Etobicoke-Centre                                 |
|  | James Maloney               | Libéral             | Etobicoke—Lakeshore                              |
|  | Kirsty Duncan               | Libéral             | Etobicoke-Nord                                   |
|  | Dan Muys                    | Conservateur        | Flamborough—Glanbrook                            |
|  | Francis Drouin              | Libéral             | Glengarry—Prescott—Russell                       |
|  | Lloyd Longfield             | Libéral             | Guelph                                           |
|  | Leslyn Lewis                | Conservateur        | Haldimand—Norfolk                                |
|  | Jamie Schmale               | Conservateur        | Haliburton—Kawartha Lakes—Brock                  |
|  | Lisa Hepfner                | Libéral             | Hamilton Mountain                                |
|  | Matthew Green               | NPD                 | Hamilton-Centre                                  |
|  | Chad Collins                | Libéral             | Hamilton-Est—Stoney Creek                        |
|  | Filomena Tassi              | Libéral             | Hamilton-Ouest—Ancaster—Dundas                   |
|  | Shelby Kramp-Neuman         | Conservateur        | Hastings—Lennox and Addington                    |
|  | Judy Sgro                   | Libéral             | Humber River—Black Creek                         |
|  | Ben Lobb                    | Conservateur        | Huron—Bruce                                      |
|  | Jenna Sudds                 | Libéral             | Kanata—Carleton                                  |
|  | Eric Melillo                | Conservateur        | Kenora                                           |
|  | Mark Gerretsen              | Libéral             | Kingston et les Îles                             |
|  | Anna Roberts                | Conservateur        | King—Vaughan                                     |
|  | Mike Morrice                | Vert                | Kitchener-Centre                                 |
|  | Tim Louis                   | Libéral             | Kitchener—Conestoga                              |
|  | Valerie Bradford            | Libéral             | Kitchener-Sud—Hespeler                           |
|  | Lianne Rood                 | Conservateur        | Lambton—Kent—Middlesex                           |
|  | Scott Reid                  | Conservateur        | Lanark—Frontenac—Kingston                        |
|  | Michael Barrett             | Conservateur        | Leeds—Grenville—Thousand Islands et Rideau Lakes |
|  | Peter Fragiskatos           | Libéral             | London-Centre-Nord                               |
|  | Arielle Kayabaga            | Libéral             | London-Ouest                                     |
|  | Lindsay Mathyssen           | NPD                 | London—Fanshawe                                  |
|  | Helena Jaczek               | Libéral             | Markham—Stouffville                              |
|  | Mary Ng                     | Libéral             | Markham—Thornhill                                |
|  | Paul Chiang                 | Libéral             | Markham—Unionville                               |
|  | Adam van Koeverden          | Libéral             | Milton                                           |
|  | Omar Alghabra               | Libéral             | Mississauga-Centre                               |
|  | Iqra Khalid                 | Libéral             | Mississauga—Erin Mills                           |
|  | Peter Fonseca               | Libéral             | Mississauga-Est—Cooksville                       |
|  | Sven Spengemann (2021-2022) | Libéral             | Mississauga—Lakeshore                            |
|  | Charles Sousa (2022-)       | Libéral             | Mississauga—Lakeshore                            |
|  | Iqwinder Gaheer             | Libéral             | Mississauga—Malton                               |
|  | Rechie Valdez               | Libéral             | Mississauga—Streetsville                         |
|  | Chandra Arya                | Libéral             | Nepean                                           |
|  | Tony Van Bynen              | Libéral             | Newmarket—Aurora                                 |
|  | Tony Baldinelli             | Conservateur        | Niagara Falls                                    |
|  | Vance Badawey               | Libéral             | Niagara-Centre                                   |
|  | Dean Allison                | Conservateur        | Niagara-Ouest                                    |
|  | Marc Serré                  | Libéral             | Nickel Belt                                      |
|  | Anthony Rota                | Libéral             | Nipissing—Timiskaming                            |
|  | Philip Lawrence             | Conservateur        | Northumberland—Peterborough-Sud                  |
|  | Anita Anand                 | Libéral             | Oakville                                         |
|  | Pam Damoff                  | Libéral             | Oakville-Nord—Burlington                         |
|  | Marie-France Lalonde        | Libéral             | Orléans                                          |
|  | Colin Carrie                | Conservateur        | Oshawa                                           |
|  | Yasir Naqvi                 | Libéral             | Ottawa-Centre                                    |
|  | Anita Vandenbeld            | Libéral             | Ottawa-Ouest—Nepean                              |
|  | David McGuinty              | Libéral             | Ottawa-Sud                                       |
|  | Mona Fortier                | Libéral             | Ottawa—Vanier                                    |
|  | Dave MacKenzie (2021-2023)  | Conservateur        | Oxford                                           |
|  | Arpan Khanna (2023-)        | Conservateur        | Oxford                                           |
|  | Arif Virani                 | Libéral             | Parkdale—High Park                               |
|  | Scott Aitchison             | Conservateur        | Parry Sound—Muskoka                              |
|  | John Nater                  | Conservateur        | Perth—Wellington                                 |
|  | Michelle Ferreri            | Conservateur        | Peterborough—Kawartha                            |
|  | Jennifer O'Connell          | Libéral             | Pickering—Uxbridge                               |
|  | Cheryl Gallant              | Conservateur        | Renfrew—Nipissing—Pembroke                       |
|  | Majid Jowhari               | Libéral             | Richmond Hill                                    |
|  | Marilyn Gladu               | Conservateur        | Sarnia—Lambton                                   |
|  | Terry Sheehan               | Libéral             | Sault Ste. Marie                                 |
|  | Jean Yip                    | Libéral             | Scarborough—Agincourt                            |
|  | Salma Zahid                 | Libéral             | Scarborough-Centre                               |
|  | John McKay                  | Libéral             | Scarborough—Guildwood                            |
|  | Shaun Chen                  | Libéral             | Scarborough-Nord                                 |
|  | Gary Anandasangaree         | Libéral             | Scarborough—Rouge Park                           |
|  | Bill Blair                  | Libéral             | Scarborough-Sud-Ouest                            |
|  | Terry Dowdall               | Conservateur        | Simcoe—Grey                                      |
|  | Adam Chambers               | Conservateur        | Simcoe-Nord                                      |
|  | Kevin Vuong                 | Indépendant         | Spadina—Fort York                                |
|  | Chris Bittle                | Libéral             | St. Catharines                                   |
|  | Eric Duncan                 | Conservateur        | Stormont—Dundas—South Glengarry                  |
|  | Viviane LaPointe            | Libéral             | Sudbury                                          |
|  | Melissa Lantsman            | Conservateur        | Thornhill                                        |
|  | Marcus Powlowski            | Libéral             | Thunder Bay—Rainy River                          |
|  | Patty Hajdu                 | Libéral             | Thunder Bay—Supérieur-Nord                       |
|  | Charlie Angus               | NPD                 | Timmins—Baie James                               |
|  | Marci Ien                   | Libéral             | Toronto-Centre                                   |
|  | Julie Dabrusin              | Libéral             | Toronto—Danforth                                 |
|  | Carolyn Bennett (2021-2024) | Libéral             | Toronto—St. Paul's                               |
|  | Don Stewart (2024-)         | Conservateur        | Toronto—St. Paul's                               |
|  | Chrystia Freeland           | Libéral             | University—Rosedale                              |
|  | Francesco Sorbara           | Libéral             | Vaughan—Woodbridge                               |
|  | Bardish Chagger             | Libéral             | Waterloo                                         |
|  | Michael Chong               | Conservateur        | Wellington—Halton Hills                          |
|  | Ryan Turnbull               | Libéral             | Whitby                                           |
|  | Ali Ehsassi                 | Libéral             | Willowdale                                       |
|  | Brian Masse                 | NPD                 | Windsor-Ouest                                    |
|  | Irek Kusmierczyk            | Libéral             | Windsor—Tecumseh                                 |
|  | Ya'ara Saks                 | Libéral             | York-Centre                                      |
|  | Scot Davidson               | Conservateur        | York—Simcoe                                      |
|  | Ahmed Hussen                | Libéral             | York-Sud—Weston                                  |

### Québec
|  | Nom                          | Parti                    | Circonscription                                   |
|  | ---------------------------- | ------------------------ | ------------------------------------------------- |
|  | Sylvie Bérubé                | Bloc québécois           | Abitibi—Baie-James—Nunavik—Eeyou                  |
|  | Sébastien Lemire             | Bloc québécois           | Abitibi—Témiscamingue                             |
|  | Mélanie Joly                 | Libéral                  | Ahuntsic-Cartierville                             |
|  | Angelo Iacono                | Libéral                  | Alfred-Pellan                                     |
|  | Stéphane Lauzon              | Libéral                  | Argenteuil—La Petite-Nation                       |
|  | Kristina Michaud             | Bloc québécois           | Avignon—La Mitis—Matane—Matapédia                 |
|  | Richard Lehoux               | Conservateur             | Beauce                                            |
|  | Caroline Desbiens            | Bloc québécois           | Beauport—Côte-de-Beaupré—Île d'Orléans—Charlevoix |
|  | Julie Vignola                | Bloc québécois           | Beauport—Limoilou                                 |
|  | Louis Plamondon              | Bloc québécois           | Bécancour—Nicolet—Saurel                          |
|  | Dominique Vien               | Conservateur             | Bellechasse—Les Etchemins—Lévis                   |
|  | Yves-François Blanchet       | Bloc québécois           | Belœil—Chambly                                    |
|  | Yves Perron                  | Bloc québécois           | Berthier—Maskinongé                               |
|  | Emmanuel Dubourg             | Libéral                  | Bourassa                                          |
|  | Pascale St-Onge              | Libéral                  | Brome—Missisquoi                                  |
|  | Alexandra Mendès             | Libéral                  | Brossard—Saint-Lambert                            |
|  | Pierre Paul-Hus              | Conservateur             | Charlesbourg—Haute-Saint-Charles                  |
|  | Brenda Shanahan              | Libéral                  | Châteauguay—Lacolle                               |
|  | Richard Martel               | Conservateur             | Chicoutimi—Le Fjord                               |
|  | Marie-Claude Bibeau          | Libéral                  | Compton—Stanstead                                 |
|  | Anju Dhillon                 | Libéral                  | Dorval—Lachine—LaSalle                            |
|  | Martin Champoux              | Bloc québécois           | Drummond                                          |
|  | Diane Lebouthillier          | Libéral                  | Gaspésie–Les Îles-de-la-Madeleine                 |
|  | Steven MacKinnon             | Libéral                  | Gatineau                                          |
|  | Soraya Martinez Ferrada      | Libéral                  | Hochelaga                                         |
|  | Pablo Rodriguez              | Libéral (2021-2024)      | Honoré-Mercier                                    |
|  | Pablo Rodriguez              | Indépendant (2024-2025)  | Honoré-Mercier                                    |
|  | vacant (2025-)               |                          | Honoré-Mercier                                    |
|  | Greg Fergus                  | Libéral                  | Hull—Aylmer                                       |
|  | Gabriel Ste-Marie            | Bloc québécois           | Joliette                                          |
|  | Mario Simard                 | Bloc québécois           | Jonquière                                         |
|  | Mario Beaulieu               | Bloc québécois           | La Pointe-de-l'Île                                |
|  | Alain Therrien               | Bloc québécois           | La Prairie                                        |
|  | Alexis Brunelle-Duceppe      | Bloc québécois           | Lac-Saint-Jean                                    |
|  | Francis Scarpaleggia         | Libéral                  | Lac-Saint-Louis                                   |
|  | David Lametti (2022-2024)    | Libéral                  | LaSalle—Émard—Verdun                              |
|  | Louis-Philippe Sauvé (2024-) | Bloc québécois           | LaSalle—Émard—Verdun                              |
|  | Marie-Hélène Gaudreau        | Bloc québécois           | Laurentides—Labelle                               |
|  | Steven Guilbeault            | Libéral                  | Laurier—Sainte-Marie                              |
|  | Fayçal El-Khoury             | Libéral                  | Laval—Les Îles                                    |
|  | Jacques Gourde               | Conservateur             | Lévis—Lotbinière                                  |
|  | Sherry Romanado              | Libéral                  | Longueuil—Charles-LeMoyne                         |
|  | Denis Trudel                 | Bloc québécois           | Longueuil—Saint-Hubert                            |
|  | Joël Lightbound              | Libéral                  | Louis-Hébert                                      |
|  | Gérard Deltell               | Conservateur             | Louis-Saint-Laurent                               |
|  | Marilène Gill                | Bloc québécois           | Manicouagan                                       |
|  | Yves Robillard               | Libéral                  | Marc-Aurèle-Fortin                                |
|  | Luc Berthold                 | Conservateur             | Mégantic—L'Érable                                 |
|  | Jean-Denis Garon             | Bloc québécois           | Mirabel                                           |
|  | Stéphane Bergeron            | Bloc québécois           | Montarville                                       |
|  | Luc Thériault                | Bloc québécois           | Montcalm                                          |
|  | Bernard Généreux             | Conservateur             | Montmagny—L'Islet—Kamouraska—Rivière-du-Loup      |
|  | Anthony Housefather          | Libéral                  | Mont-Royal                                        |
|  | Marc Garneau (2021-2023)     | Libéral                  | Notre-Dame-de-Grâce—Westmount                     |
|  | Anna Gainey (2023-)          | Libéral                  | Notre-Dame-de-Grâce—Westmount                     |
|  | Rachel Bendayan              | Libéral                  | Outremont                                         |
|  | Justin Trudeau               | Libéral                  | Papineau                                          |
|  | Xavier Barsalou-Duval        | Bloc québécois           | Pierre-Boucher—Les Patriotes—Verchères            |
|  | Sameer Zuberi                | Libéral                  | Pierrefonds—Dollard                               |
|  | Sophie Chatel                | Libéral                  | Pontiac                                           |
|  | Joël Godin                   | Conservateur             | Portneuf—Jacques-Cartier                          |
|  | Jean-Yves Duclos             | Libéral                  | Québec                                            |
|  | Monique Pauzé                | Bloc québécois           | Repentigny                                        |
|  | Alain Rayes                  | Conservateur (2021-2022) | Richmond—Arthabaska                               |
|  | Alain Rayes                  | Indépendant (2022-)      | Richmond—Arthabaska                               |
|  | Maxime Blanchette-Joncas     | Bloc québécois           | Rimouski-Neigette—Témiscouata—Les Basques         |
|  | Luc Desilets                 | Bloc québécois           | Rivière-des-Mille-Îles                            |
|  | Rhéal Fortin                 | Bloc québécois           | Rivière-du-Nord                                   |
|  | Alexandre Boulerice          | NPD                      | Rosemont—La Petite-Patrie                         |
|  | Simon-Pierre Savard-Tremblay | Bloc québécois           | Saint-Hyacinthe—Bagot                             |
|  | Christine Normandin          | Bloc québécois           | Saint-Jean                                        |
|  | Emmanuella Lambropoulos      | Libéral                  | Saint-Laurent                                     |
|  | Patricia Lattanzio           | Libéral                  | Saint-Léonard—Saint-Michel                        |
|  | François-Philippe Champagne  | Libéral                  | Saint-Maurice—Champlain                           |
|  | Claude DeBellefeuille        | Bloc québécois           | Salaberry—Suroît                                  |
|  | Andréanne Larouche           | Bloc québécois           | Shefford                                          |
|  | Élisabeth Brière             | Libéral                  | Sherbrooke                                        |
|  | Nathalie Sinclair Desgagné   | Bloc québécois           | Terrebonne                                        |
|  | Louise Chabot                | Bloc québécois           | Thérèse-De Blainville                             |
|  | René Villemure               | Bloc québécois           | Trois-Rivières                                    |
|  | Peter Schiefke               | Libéral                  | Vaudreuil—Soulanges                               |
|  | Marc Miller                  | Libéral                  | Ville-Marie—Le Sud-Ouest—Île-des-Sœurs            |
|  | Annie Koutrakis              | Libéral                  | Vimy                                              |

### Saskatchewan
|  | Nom              | Parti        | Circonscription                       |
|  | ---------------- | ------------ | ------------------------------------- |
|  | Rosemarie Falk   | Conservateur | Battlefords—Lloydminster              |
|  | Jeremy Patzer    | Conservateur | Cypress Hills—Grasslands              |
|  | Gary Vidal       | Conservateur | Desnethé—Missinippi—Rivière Churchill |
|  | Fraser Tolmie    | Conservateur | Moose Jaw—Lake Centre—Lanigan         |
|  | Randy Hoback     | Conservateur | Prince Albert                         |
|  | Warren Steinley  | Conservateur | Regina—Lewvan                         |
|  | Andrew Scheer    | Conservateur | Regina—Qu'Appelle                     |
|  | Michael Kram     | Conservateur | Regina—Wascana                        |
|  | Kevin Waugh      | Conservateur | Saskatoon—Grasswood                   |
|  | Brad Redekopp    | Conservateur | Saskatoon-Ouest                       |
|  | Corey Tochor     | Conservateur | Saskatoon—University                  |
|  | Kelly Block      | Conservateur | Sentier Carlton—Eagle Creek           |
|  | Robert Kitchen   | Conservateur | Souris—Moose Mountain                 |
|  | Cathay Wagantall | Conservateur | Yorkton—Melville                      |

### Terre-Neuve-et-Labrador
|  | Nom             | Parti        | Circonscription                  |
|  | --------------- | ------------ | -------------------------------- |
|  | Ken McDonald    | Libéral      | Avalon                           |
|  | Churence Rogers | Libéral      | Bonavista—Burin—Trinity          |
|  | Clifford Small  | Conservateur | Coast of Bays—Central—Notre Dame |
|  | Yvonne Jones    | Libéral      | Labrador                         |
|  | Gudie Hutchings | Libéral      | Long Range Mountains             |
|  | Joanne Thompson | Libéral      | St. John's-Est                   |
|  | Seamus O'Regan  | Libéral      | St. John's-Sud—Mount Pearl       |

### Territoires
|  | Nom            | Parti   | Circonscription           |
|  | -------------- | ------- | ------------------------- |
|  | Lori Idlout    | NPD     | Nunavut                   |
|  | Michael McLeod | Libéral | Territoires du Nord-Ouest |
|  | Brendan Hanley | Libéral | Yukon                     |

## Modifications à la députation
| Date              | Député               | Circonscription               | Parti | Parti        | Parti | Parti          | Notes |
| ----------------- | -------------------- | ----------------------------- | ----- | ------------ | ----- | -------------- | --- |
| 27 mai 2022       | Sven Spengemann      | Mississauga—Lakeshore         |       | Libéral      |       | vacant         | Démissionne pour accepter un poste aux Nations unies.                                                                        |
| 13 septembre 2022 | Alain Rayes          | Richmond—Arthabaska           |       | Conservateur |       | Indépendant    | Quitte le parti conservateur à la suite de l'élection de Pierre Poilièvre à sa tête.                                         |
| 12 décembre 2022  | Charles Sousa        | Mississauga—Lakeshore         |       | vacant       |       | Libéral        | Élu lors d'une élection partielle.                                                                                           |
| 12 décembre 2022  | Jim Carr             | Winnipeg-Centre-Sud           |       | Libéral      |       | vacant         | Mort en fonction. |
| 31 décembre 2022  | Bob Benzen           | Calgary Heritage              |       | Conservateur |       | vacant         | Démission pour prendre sa retraite.                                                                                          |
| 27 janvier 2023   | Dave MacKenzie       | Oxford                        |       | Conservateur |       | vacant         | Démission pour prendre sa retraite.                                                                                          |
| 28 février 2023   | Candice Bergen       | Portage—Lisgar                |       | Conservateur |       | vacant         | Démission. |
| 8 mars 2023       | Marc Garneau         | Notre-Dame-de-Grâce—Westmount |       | Libéral      |       | vacant         | Démission. |
| 22 mars 2023      | Han Dong             | Don Valley-Nord               |       | Libéral      |       | Indépendant    | Quitte le caucus libéral à la suite d'allégations d’ingérence chinoise.                                                      |
| 19 juin 2023      | Anna Gainey          | Notre-Dame-de-Grâce—Westmount |       | vacant       |       | Libéral        | Élu lors d'une élection partielle.                                                                                           |
| 19 juin 2023      | Arpan Khanna         | Oxford                        |       | vacant       |       | Conservateur   | Élu lors d'une élection partielle.                                                                                           |
| 19 juin 2023      | Ben Carr             | Winnipeg-Centre-Sud           |       | vacant       |       | Libéral        | Élu lors d'une élection partielle.                                                                                           |
| 19 juin 2023      | Branden Leslie       | Portage—Lisgar                |       | vacant       |       | Conservateur   | Élu lors d'une élection partielle.                                                                                           |
| 24 juillet 2023   | Shuvaloy Majumdar    | Calgary Heritage              |       | vacant       |       | Conservateur   | Élu lors d'une élection partielle.                                                                                           |
| 1er août 2023     | Erin O'Toole         | Durham                        |       | Conservateur |       | vacant         | Démission. |
| 17 janvier 2024   | Carolyn Bennett      | Toronto—St. Paul's            |       | Libéral      |       | vacant         | Démissionne pour accepter un poste d'ambassadrice du Canada au Danemark.                                                     |
| 1er février 2024  | David Lametti        | LaSalle—Émard—Verdun          |       | Libéral      |       | vacant         | Démissionne pour travailler dans un cabinet d'avocats.                                                                       |
| 4 mars 2024       | Jamil Jivani         | Durham                        |       | vacant       |       | Conservateur   | Élu lors d'une élection partielle.                                                                                           |
| 31 mars 2024      | Daniel Blaikie       | Elmwood—Transcona             |       | NPD          |       | vacant         | Démissionne pour travailler auprès du premier ministre du Manitoba, Wab Kinew, en tant que conseiller spécial.               |
| 31 mai 2024       | John Aldag           | Cloverdale—Langley City       |       | Libéral      |       | vacant         | Démissionne pour se présenter comme candidat néo-démocrate lors des prochaines élections provinciales britanno-colombiennes. |
| 31 août 2024      | Andy Fillmore        | Halifax                       |       | Libéral      |       | vacant         | Démissionne pour se présenter comme candidat à la mairie d'Halifax.                                                          |
| 16 septembre 2024 | Leila Dance          | Elmwood—Transcona             |       | vacant       |       | NPD            | Élue lors d'une élection partielle.                                                                                          |
| 16 septembre 2024 | Louis-Philippe Sauvé | LaSalle—Émard—Verdun          |       | vacant       |       | Bloc québécois | Élu lors d'une élection partielle.                                                                                           |
| 19 septembre 2024 | Pablo Rodriguez      | Honoré-Mercier                |       | Libéral      |       | Indépendant    | Quitte le caucus libéral pour se porter candidat à la chefferie du Parti libéral du Québec.                                  |
| 16 décembre 2024  | Tamara Jansen        | Cloverdale—Langley City       |       | vacant       |       | Conservateur   | Élue lors d'une élection partielle.                                                                                          |
| 20 janvier 2025   | Pablo Rodriguez      | Honoré-Mercier                |       | Indépendant  |       | vacant         | Démissionne pour se porter candidat à la chefferie du Parti libéral du Québec.                                               |
| 31 janvier 2025   | Randall Garrison     | Esquimalt—Saanich—Sooke       |       | NPD          |       | vacant         | Démissionne pour des raisons de santé.                                                                                       |
| 14 mars 2025      | Marco Mendicino      | Eglinton—Lawrence             |       | Libéral      |       | vacant         | Démissionne pour devenir chef de cabinet du premier ministre Mark Carney.                                                    |

## Chronologie de la législature

### 2021
- 20 septembre : 44e élection fédérale. Le Parti libéral du Canada est reconduit au pouvoir mais toujours avec un gouvernement minoritaire. Le Parti conservateur du Canada arrive deuxième et forme l'opposition officielle[14].
- 26 octobre : le nouveau conseil des ministres prête serment devant la gouverneure générale Mary Simon[15].
- 22 novembre : ouverture de la 44e législature.

### 2022
- 2 février : Erin O'Toole perd le vote de confiance des députés de son parti à 73 contre 45, ce qui met un terme à sa chefferie du Parti conservateur, et conséquemment comme chef de l'opposition officielle, remplacé par Candice Bergen, nouvelle cheffe intérimaire du parti.
- 21 mars : le Parti libéral du Canada et le Nouveau Parti démocratique concluent un accord de principe permettant de maintenir le gouvernement Trudeau au pouvoir jusqu'en 2025 en échange de programmes nationaux d'assurance-médicaments et de soins dentaires et de collaboration sur certains textes de loi[16].

### 2023
- 28 mars : présentation du budget fédéral pour 2023-24 prévoyant un déficit de 33,2 milliards de dollars.

### 2024
- 20 décembre : Jagmeet Singh annonce que le Nouveau Parti démocratique soutiendra l'opposition s'il devait y avoir un vote de confiance, ce qui ferait chuter le gouvernement de Justin Trudeau et provoquerait des élections anticipées[17].

### 2025
- 14 mars : Mark Carney succède à Justin Trudeau à titre de premier ministre du Canada. Un nouveau conseil des ministres est assermenté[18].